# Битка за Белгију
Битка за Белгију била је битка у оквиру велике инвазије Нацистичке Немачке на Француску током Другог светског рата. Битка је трајала осамнаест дана током маја 1940, а завршила се немачком окупацијом Белгије након предаје белгијских снага. 
Дана 10. маја 1940. Немачка је извршила инвазију на Луксембург, Холандију и Белгију у оквиру оперативног плана Жуто (Fall Gelb). Савезничке снаге покушале су да зауставе немачку војску у Белгији, сматрајући да ће главни немачки удар ка Француској кренути баш из Белгије. Након што су се главне француске снаге предале у Белгији између 10. и 12. маја, Немци су извршили другу фазу своје операције тако што су се пробили кроз Ардене и напредовали према Ламаншу. Немачка војска стигла је до Ламанша после пет дана, опколивши савезничке снаге. Нацисти су постепено приморавали савезнике да се све више повлаче ка мору. Белгијска војска се предала 28. маја 1940. чиме се битка окончала.
Током битке за Белгију одигран је први тенковски окршај у Другом светском рату — битка за Ану. Одиграла се такође и битка за утврђење Ебен-Емаел, прва ваздушно-десантна операција у историји, у којој су учествовали и падобранци.
Немачка историографија је у то време забележила да је белгијска војска током осамнаест дана борби била жесток противник.
Пораз у Белгији присилио је савезнике на повлачење из континенталне Европе. Британска краљевска морнарица је након пораза евакуисала Британски експедициони корпус као и многе белгијске и француске војнике из белгијских лука током операције Динамо. Француска је потписала примирје с Немачком у јуну 1940.  
Белгије је под окупацијом била све до јесени 1944. када су је у потпуности ослободили савезници. 